# La Charrette pour Vienne

La Charrette pour Vienne ou Un carrosse pour Vienne (Kočár do Vidnĕ) est un film dramatique tchécoslovaque réalisé par Karel Kachyňa en 1966. 

## Synopsis
En Tchécoslovaquie, à la fin de la seconde guerre mondiale, l'armée nazie en déroute commet ses dernières exactions. Les soldats nazis viennent de pendre un civil tchèque au motif qu'il a volé un sac de ciment. Sa femme l'a enterré au cours de la nuit lorsque, à l'aube, apparaissent deux jeunes soldats allemands fuyant les zones de combat et cherchant à rejoindre l'Autriche. Sans avoir connaissance du crime commis quelques heures plus tôt, ils réquisitionnent le chariot de la veuve et lui demandent de les conduire à la frontière autrichienne. S'ensuit un long trajet à travers les forêts pour échapper aux armées encore toutes proches.

## Fiche technique
- Titre français : La Charrette pour Vienne[1]
- Titre original : Kočár do Vidnĕ
- Réalisation : Karel Kachyňa
- Scénario : Karel Kachyna et Jan Procházka
- Production : Československý státní film et Filmové studio Barrandov
- Directeur de la photographie : Josef Illík
- Monteur : Miroslav Hájek
- Musique : Jan Novák, interprétée par l'Orchestre philharmonique de Brno dirigé par Jiří Pinkas (d)
- Pays :  Tchécoslovaquie
- Langue : tchèque
- Format : noir et blanc - 35 mm
- Genre : Drame
- Durée : 78 minutes (1 h 18)
- Date de sortie : Tchécoslovaquie : 11 novembre 1966

## Distribution
- Iva Janžurová : Krista, la veuve
- Jaromír Hanzlík : le soldat soldier Hans
- Luděk Munzar : le soldat blessé Günther
- Vladimír Ptáček : un partisan
- Ivo Niederle : un partisan
- Jiří Žák : un partisan
- Zdeněk Jarolímek : un partisan
- Ladislav Jandoš : un partisan